# Linaria buriatica
Linaria buriatica là một loài thực vật có hoa trong họ Mã đề. Loài này được Turcz. ex Benth. mô tả khoa học đầu tiên năm 1846.